# Abbaye de Saint-Maurin
L'abbaye de Saint-Maurin est située à Saint-Maurin, dans le département de Lot-et-Garonne, en France.

## Historique

### Premières mentions
D'après le manuscrit Chronicon monasterii Sancti Maurini (BNF, Lat. 12829) rédigé par Dom J.-Estienne du Laura, religieux de l'abbaye de La Sauve-Majeure, saint Maurin serait un jeune martyr décapité à Lectoure et serait venu expirer dans ce vallon de l'Agenais après une céphalophorie. L'épisode légendaire aurait eu lieu aux environs de 530. Une basilique aurait été construite au VIe siècle dans le bois nommé Anglars, à l’endroit où le martyr chrétien Maurin a été enseveli (Vita Sancti Maurini BN Lat 17002).

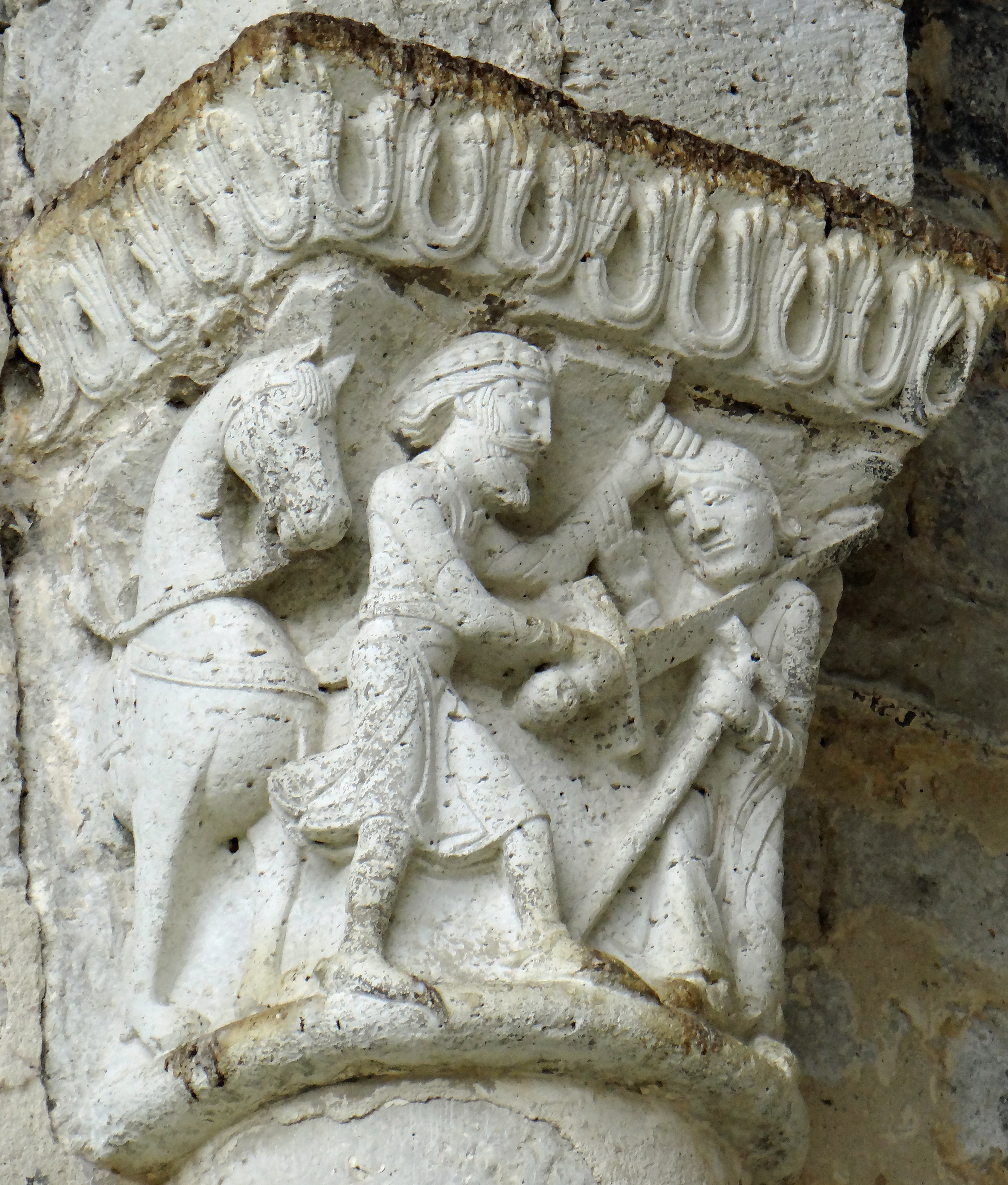
Chapiteau du chœur : Décapitation de saint Maurin.
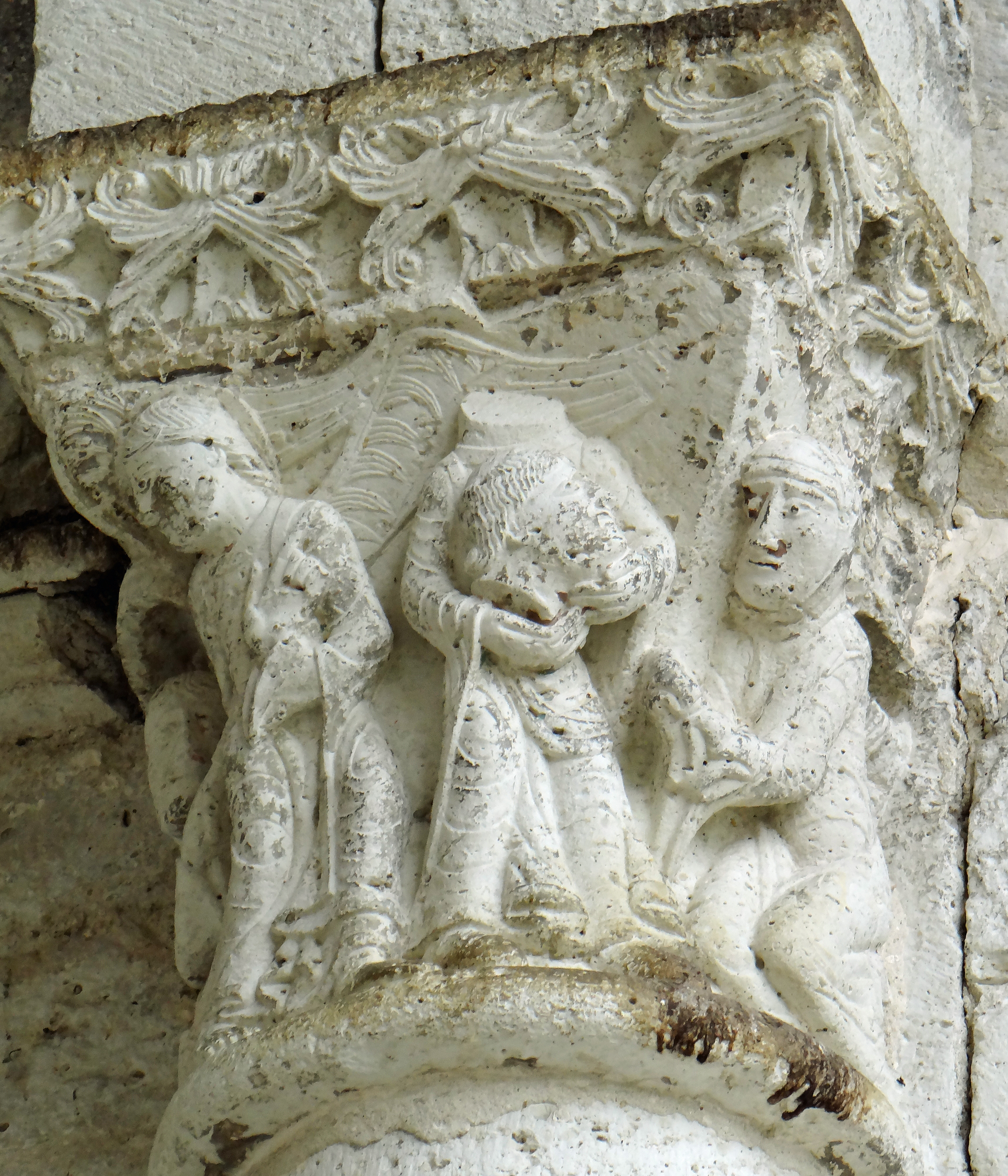
Chapiteau du chœur : Céphalophorie de saint Maurin.

Sn Maurino Agenense est cité dans les rouleaux encycliques mortuaires de Catalogne avec le monastère en même temps que la mention de la mort de Seniofredus, abbé de Ripoll, mort en 1008.
Dom J.-Estienne du Laura indique que l'abbaye était construite avant l'an 1040.
Le premier diplôme connu sur l'abbaye date de 1056. Il est contemporain de premier abbé identifié, Otger. L'église est réparée et agrandie aux environs de 1082, du temps de l'abbé Otton. Un certain Guillaume d'Osme lui permit de prendre tout le bois nécessaire dans la forêt d'Aviol.

### Site clunisien
En 1082, Bernard Ier de Durfort, vicomte de Brulhois, fait don de l'abbaye de Saint-Maurin à Hunauld de Béarn (1072-1085), abbé de Moissac, la plaçant ainsi dans l'obédience de l'abbaye de Cluny. L'abbaye reçoit plusieurs dons entre 1091 et 1115. Le premier cité est Guillaume d'Osme qui fait le don du domaine de Cassinias ainsi que le bois nécessaire à la construction. L'abbé Matfred fait un règlement amiable en 1102 avec Bernard de Durfort et son frère Guillaume Saisset (ou Saxet) en échangeant ses droits sur le marché de Clermont-Dessus contre une terre.

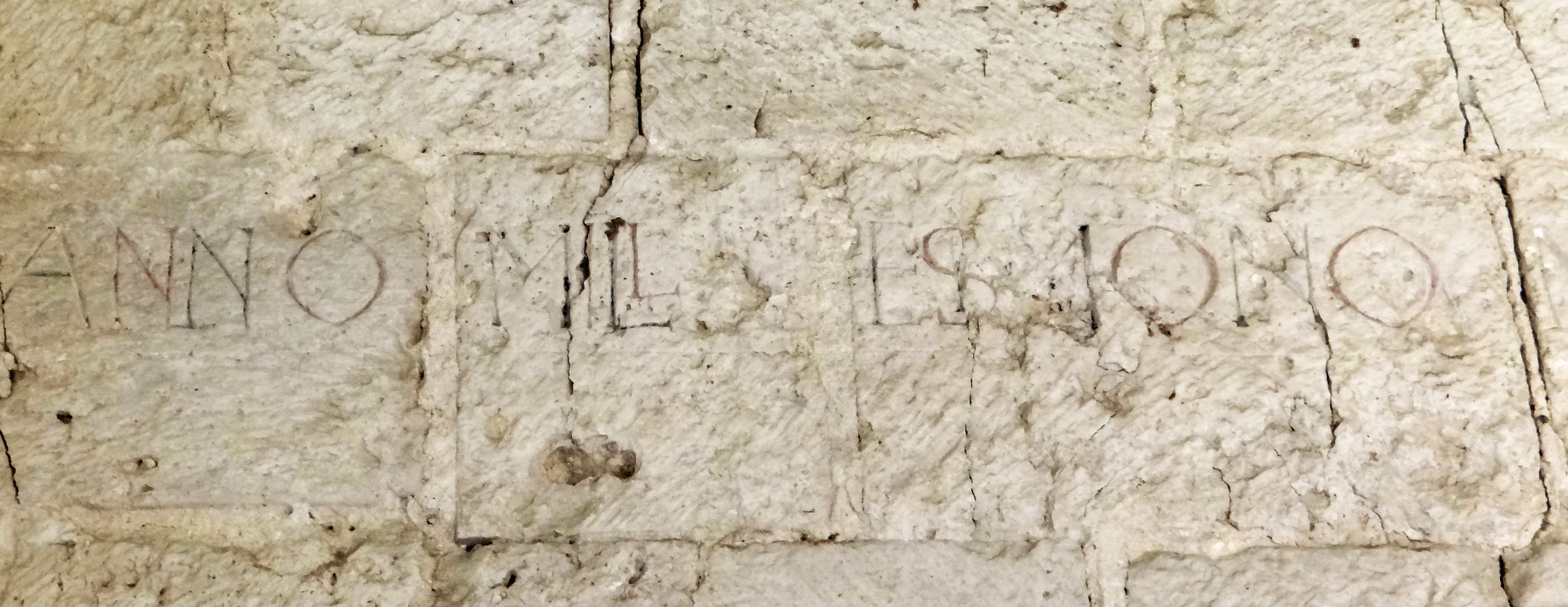
Début de l'inscription dans le croisillon sud.

Comme le montre une inscription gravée sur les murs du croisillon méridional, l’église a été consacrée le 5 janvier 1097, ou 1098 dans le calendrier actuel, (Anno millesimo nonagesimo VII ab Incarnatione Domini III nonas ianuari hanc aul(am) Symon sacravit presul Agen(nicum) Petro Lectorensi ep(i)s(copo) in nomine Sancte Trinitatis et (ad) honore(m) sancte Crucis et sancte Marie et sancti Maurini et omnium sanctorum Dei, soit, le 3 des nones de janvier Simon, évêque d'Agen, consacra cette église, assistée de Pierre, évêque de Lectoure, au nom de la sainte Trinité et en l'honneur de la sainte Croix, de sainte Marie, de saint Maurin et de tous les saints de Dieu).
Pour Jacques Gardelles, l'analyse stylistique des chapiteaux montrerait que le chœur de l'abbatiale n'appartient pas à la même campagne de construction que l'absidiole sud. Il énonce l'hypothèse que les moines auraient fait construire, pendant une première campagne, entre 1082 et 1097, la nef, le transept et la chapelle de l'absidiole sud. Les plans faits en 1657 par Dom Robert Plouvier montrent des arcs doubleaux très épais entre les deux travées de la nef. Ce qui pourrait indiquer que la nef et la croisée du transept de l'abbatiale étaient couvertes par des coupoles comme l'était l'ancienne cathédrale Saint-Étienne-de-la-Cité de Périgueux construite à la même époque. Dans une deuxième campagne, au XIIe siècle, les moines auraient reconstruits l'absidiole nord et le chœur avec ses deux travées droites et son abside.

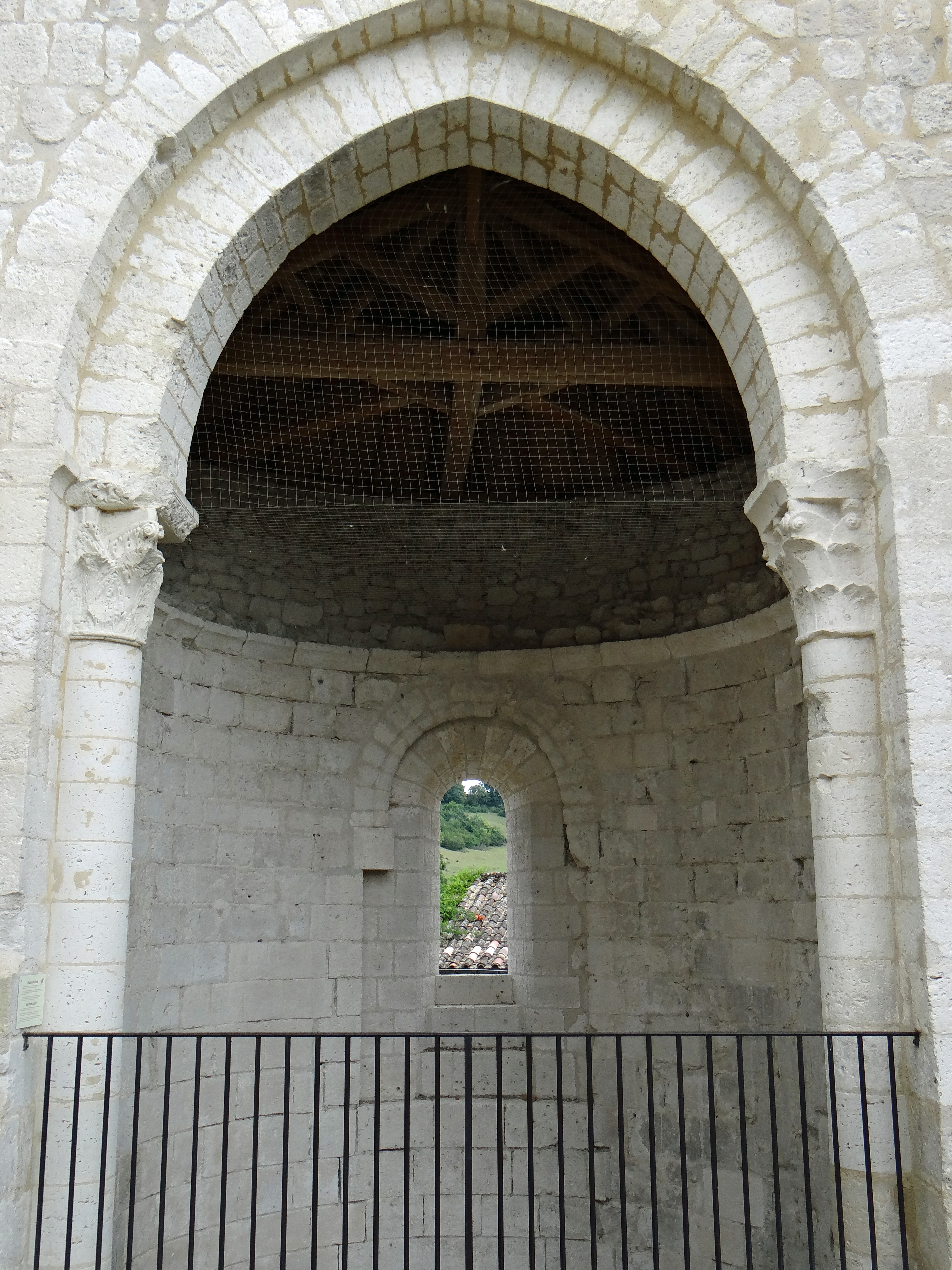
Absidiole nord.
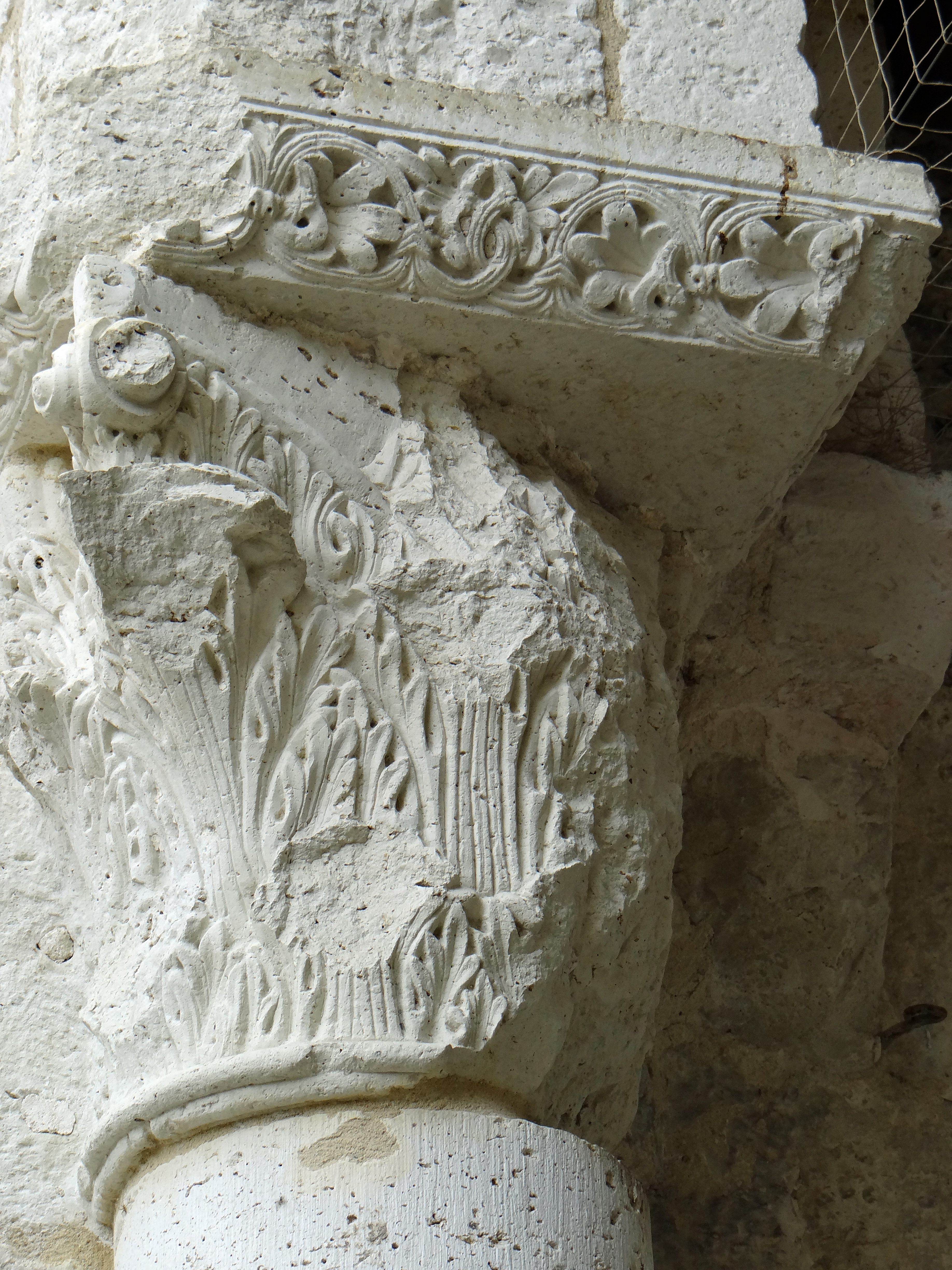
Chapiteau de l'absidiole nord.
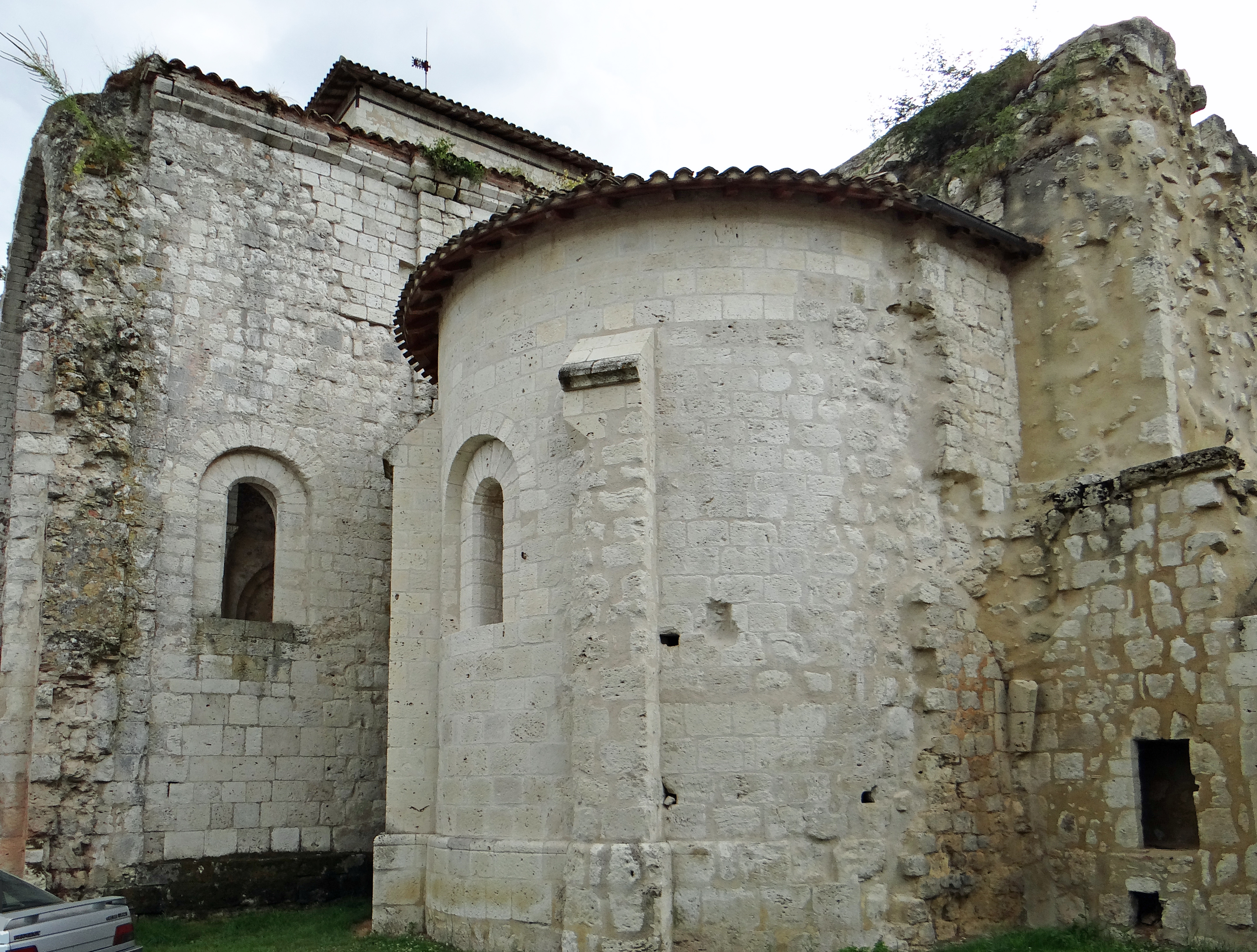
Absidiole nord et travée droite du chœur.
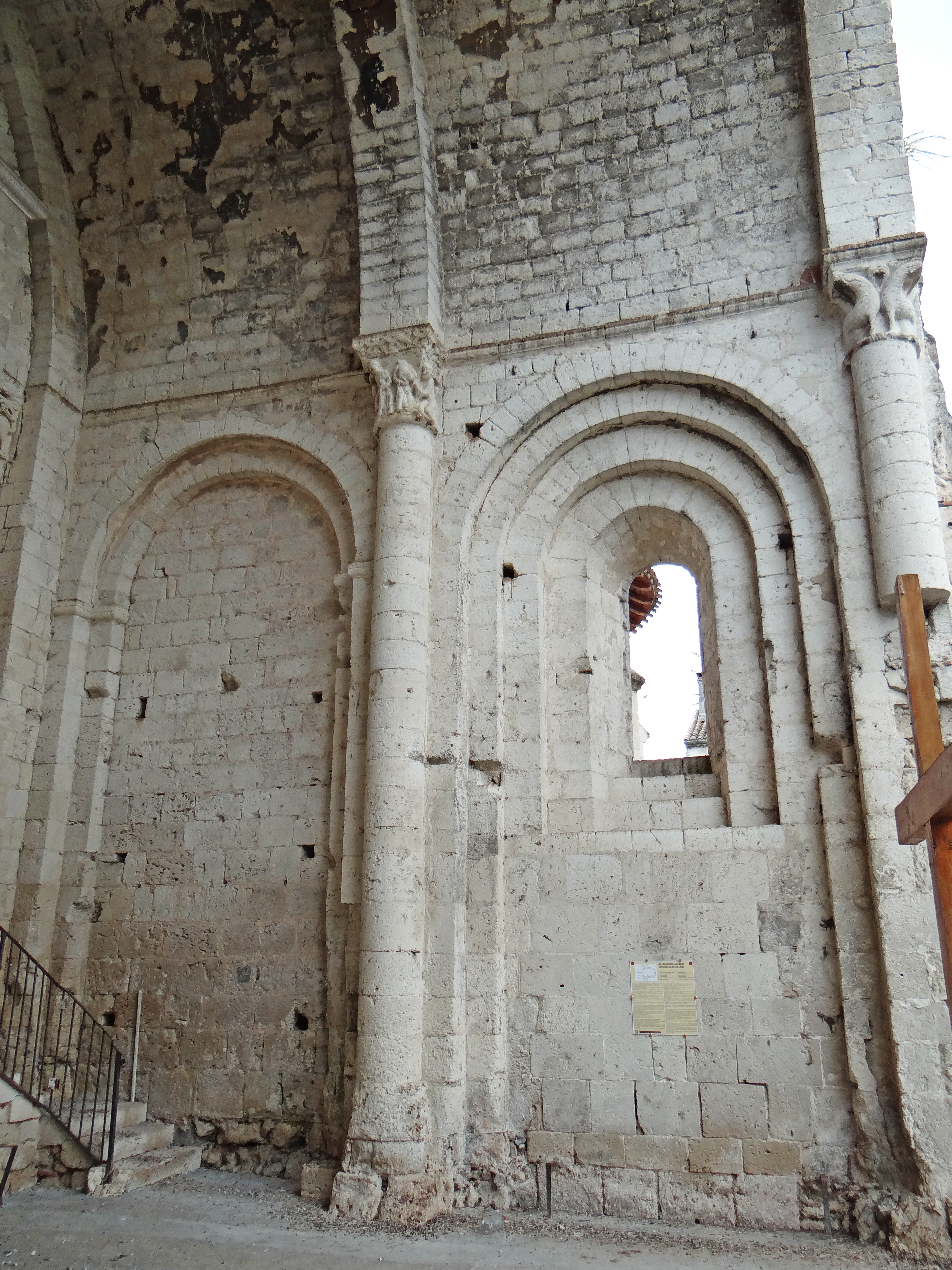
Élèvation des deux travées droites du chœur.
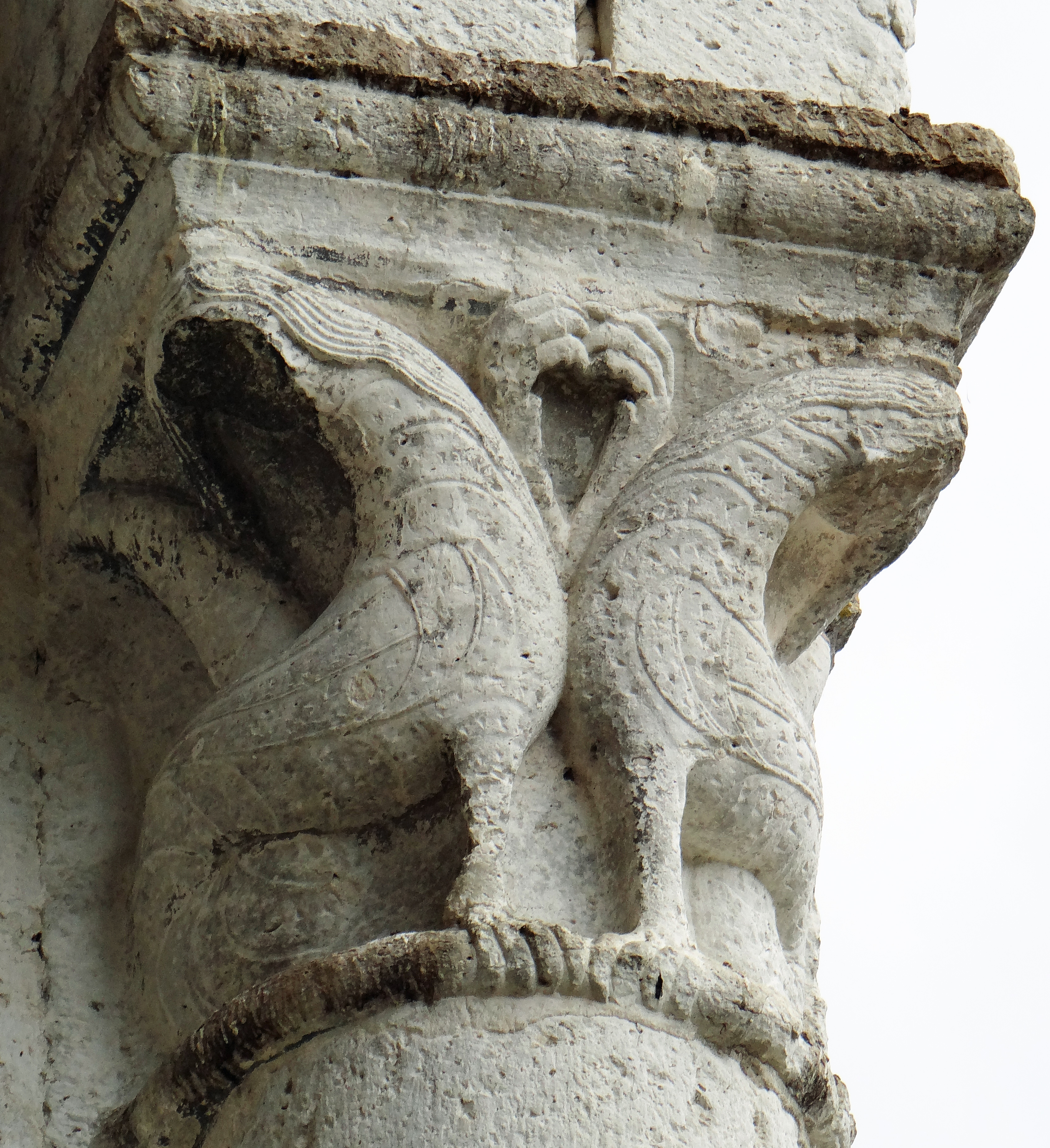
Chapiteau du chœur.
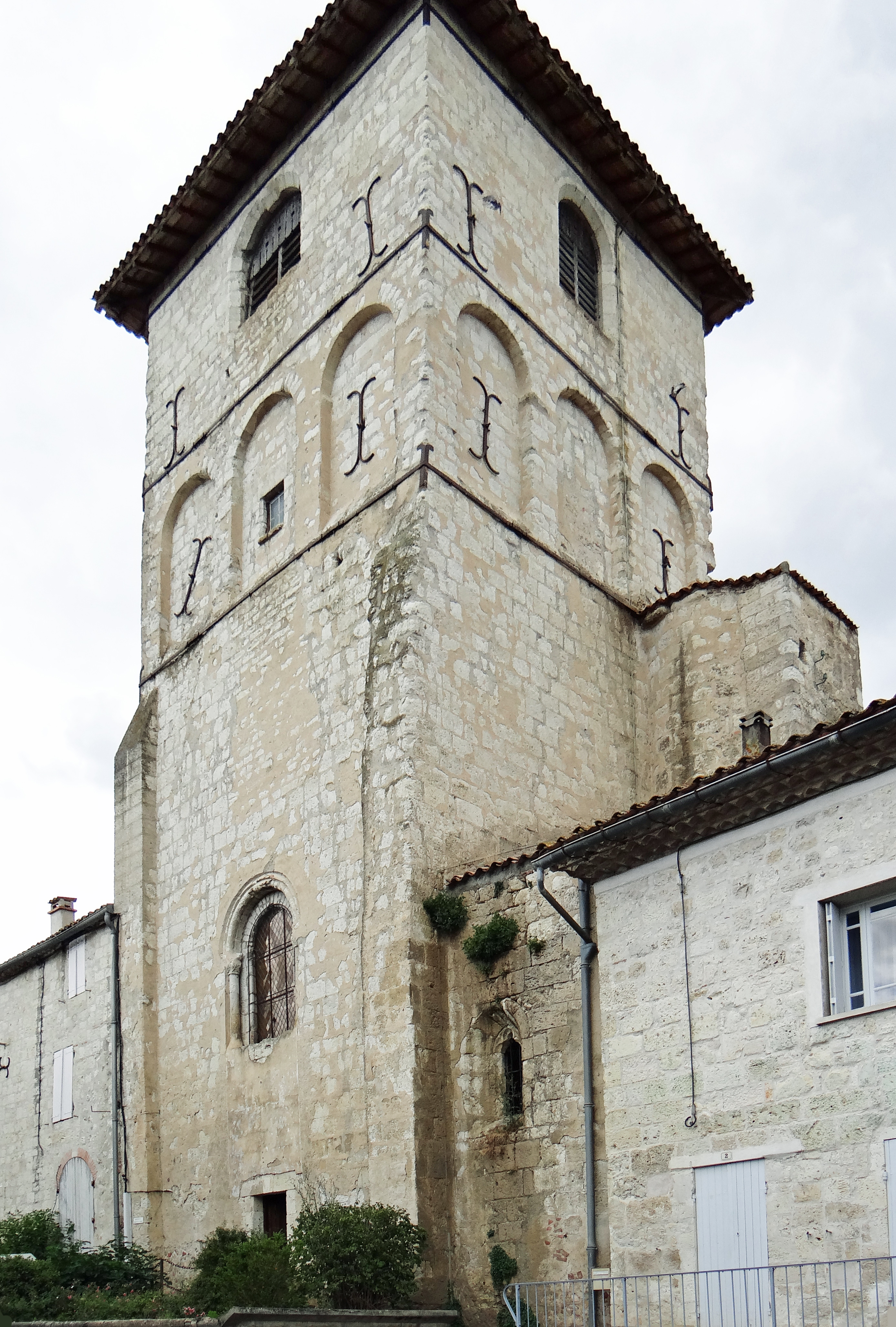
Croisillon sud surmonté du clocher, l'absidiole sud et l'ancien presbytère.
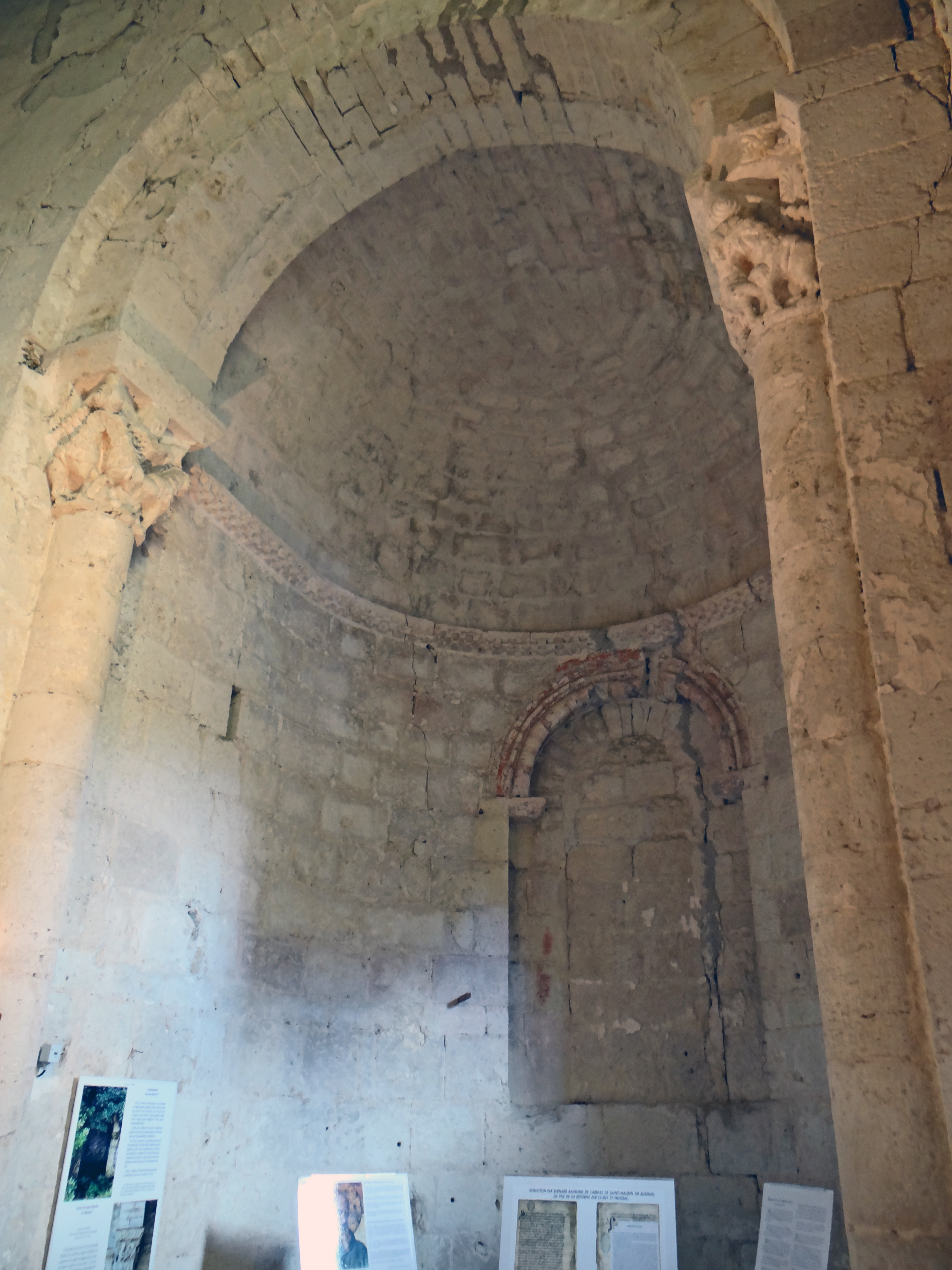
Absidiole sud.
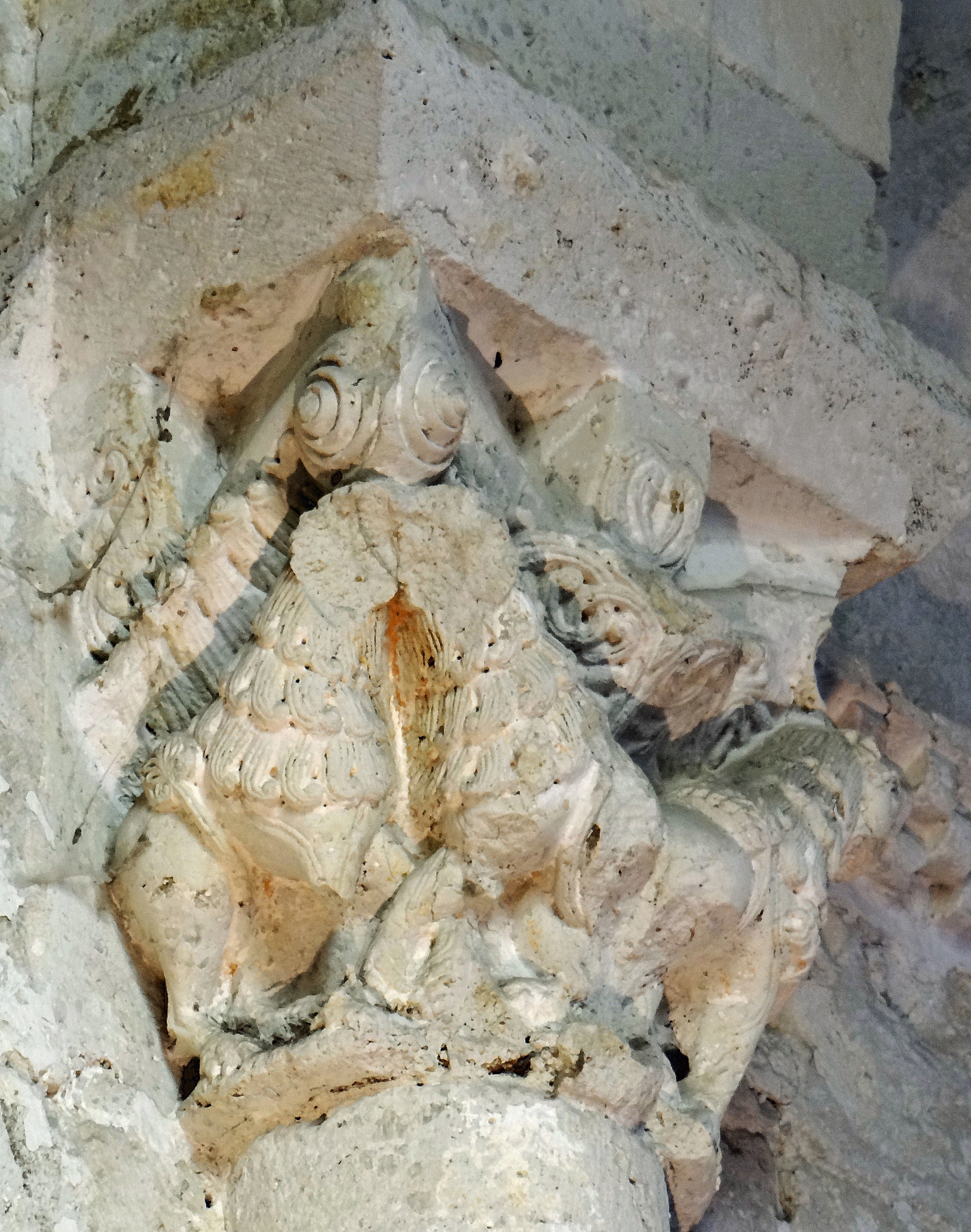
Chapiteau à l'entrée du croisillon sud.

Pour Christian Corvisier, il n'y a eu qu'une seule campagne de construction mais la dédicace aurait été faite dans un état inachevé de l'abbatiale qui aurait été terminé dans le premier tiers du XIIe siècle. Les différences entre les chapelles des croisillons sud et nord seraient dues à la construction du croisillon sud avant le nord pour permettre l'édification rapide du clocher au-dessus du bras sud du transept. Cette position inhabituelle du campanile pourrait être dû au choix initial d'une couverture charpentée de la nef avant que le parti de son couvrement soit modifié pour une file de trois coupoles. Cela expliquerait aussi pourquoi les croisillons sont moins larges que la croisée du transept. La vue cavalière gravée en 1688 pour le Monasticon Gallicanum montre que la toiture de la nef était plus haute que celle du chœur. Certains vestiges se trouvant pris dans la tour du palais abbatial peuvent laisser penser que l'église a été précédée par une tour-porche. En l'absence de vestiges importants de la nef, ces explications restent des hypothèses.

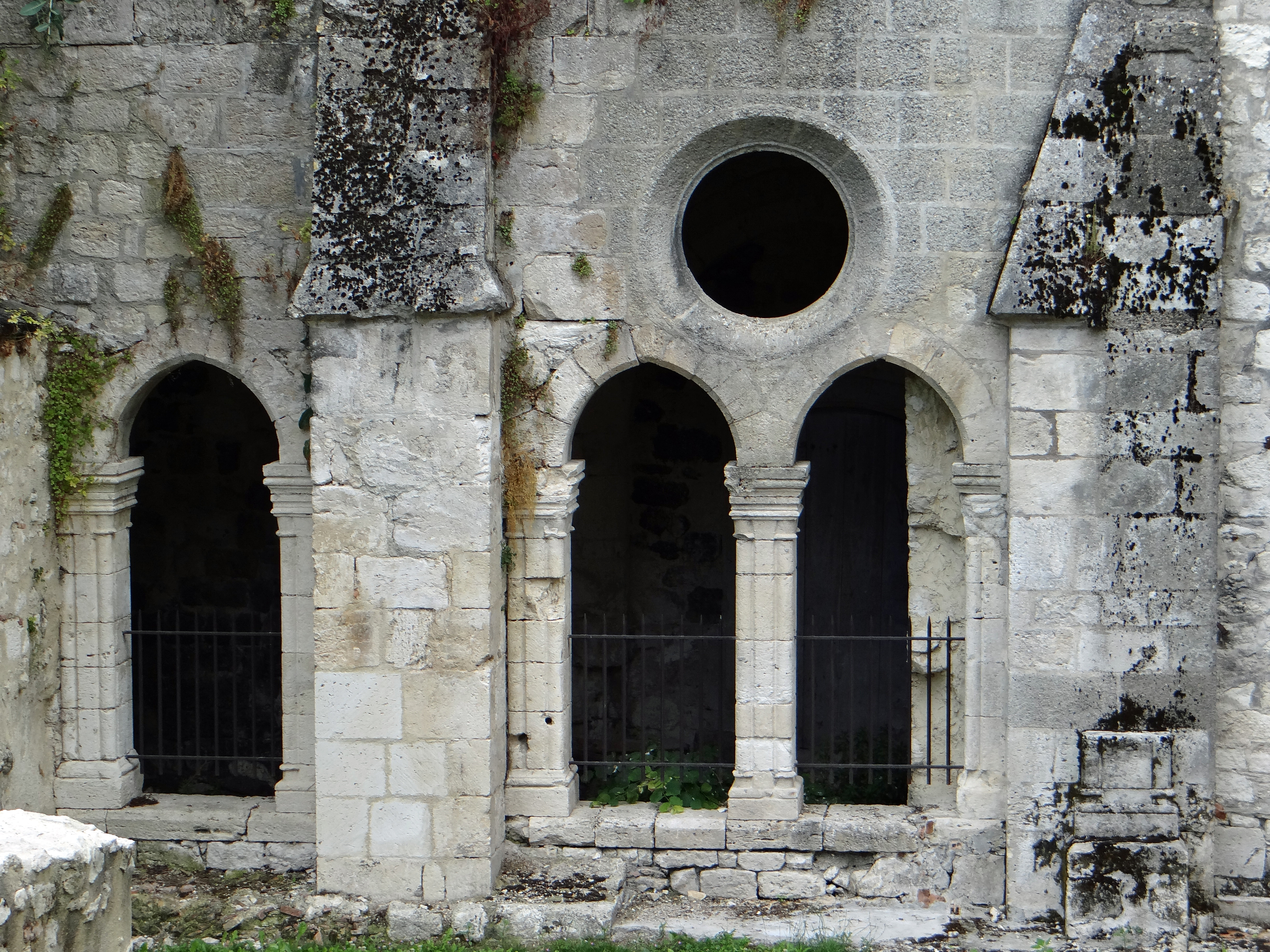
Reste de la galerie nord du cloître.

Contre le flanc nord de la nef se trouvait le cloître. Des vestiges de quatre travées de la galerie nord du cloître roman sont encore visibles. Les bâtiments monastiques entouraient le cloître. Le bâtiment oriental était dans le prolongement du croisillon nord de l'abbatiale. La salle capitulaire médiévale, avant sa reconstruction dans le bâtiment nord au XVIe siècle, se trouvait au rez-de-chaussée et le dortoir des moines à l'étage. Le réfectoire des moines se trouvait dans le bâtiment nord avant d'être transformé en salle capitulaire.
Une succession d’abbés avisés, Guillaume de Belpuch (1238-1259) et Gausbert Girval (1259-1303), permit à l’abbaye de devenir puissante aux XIIe et XIIIe siècles. Il y a 21 religieux dans le premier tiers du XIVe siècle.

### Destructions par les Anglais pendant la guerre de Cent Ans et restauration
Elle fut saccagée pendant la guerre de Cent Ans. Dom du Laura indique que l'abbaye est « prise et pillée en l'an 1345 par les Anglais qui vinrent en Guyenne, sous la conduite du comte de Derby ». Elle est rachetée peu après, par l'abbé Guillaume III Ichier (1328-1354). Puis l'abbaye est « ruinée l'an 1355 ou 1356 par l'armée d'Édouard, Prince de Galles, qui y mit le feu, lequel outre les titres et les bâtiments brûla encore huit ou dix religieux en haine de ce qu'ils tenaient le parti du Roy de France et ne voulaient pas reconnaître le roi d'Angleterre pour souverain. La ville de Saint-Maurin et l'église paroissiale eurent un même sort ». Ces destructions ont été faites pendant l'abbatiat de Guillaume IV de Pozals (1354-1375). Le monastère a continué à fonctionner mais il n'y a plus que trois religieux pour procéder à l'élection de l'abbé Guillaume IV de Bursone (1402-1445).
Il faut attendre l'abbé Hugues de Tilhet (1445-1474) pour que commence le rétablissement de l'abbaye. Il commence à la remettre en état en 1448, mais il n'y a plus que 12 ou 13 religieux. Ils sont alors logés dans des chambres faites de torchis.

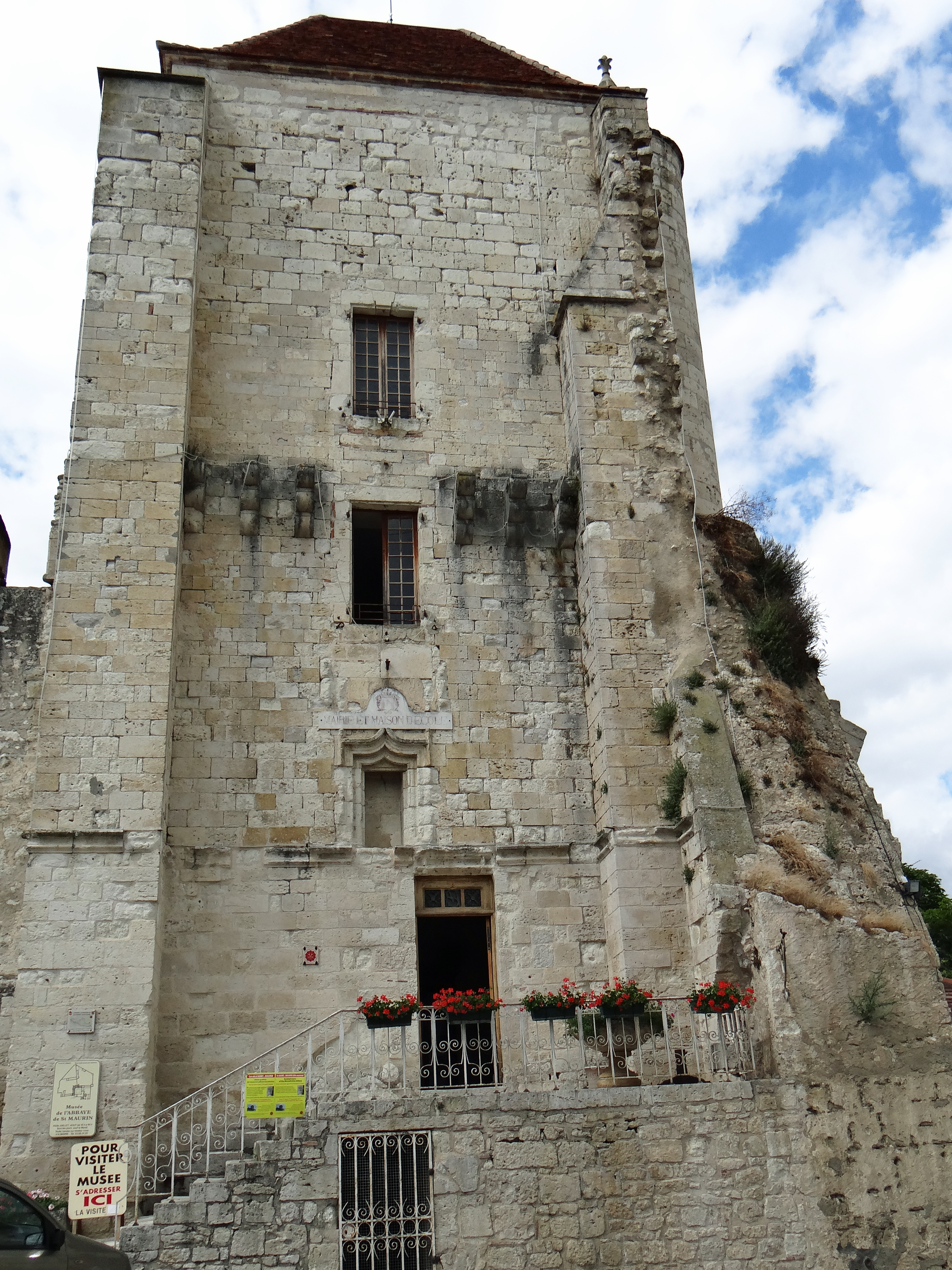
Tour devant le château abbatial.
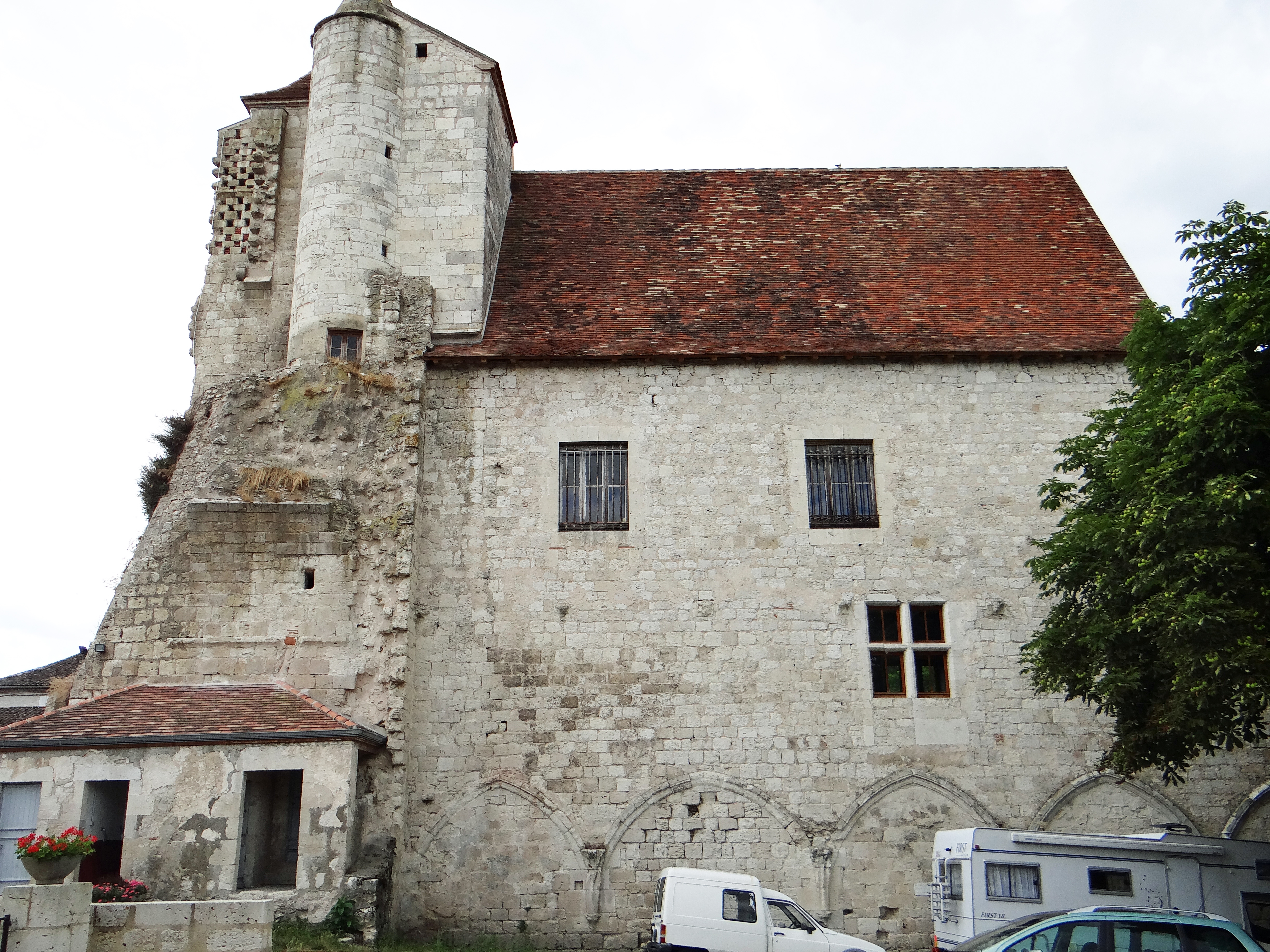
Le château abbatial et les vestiges de la galerie ouest du cloître.
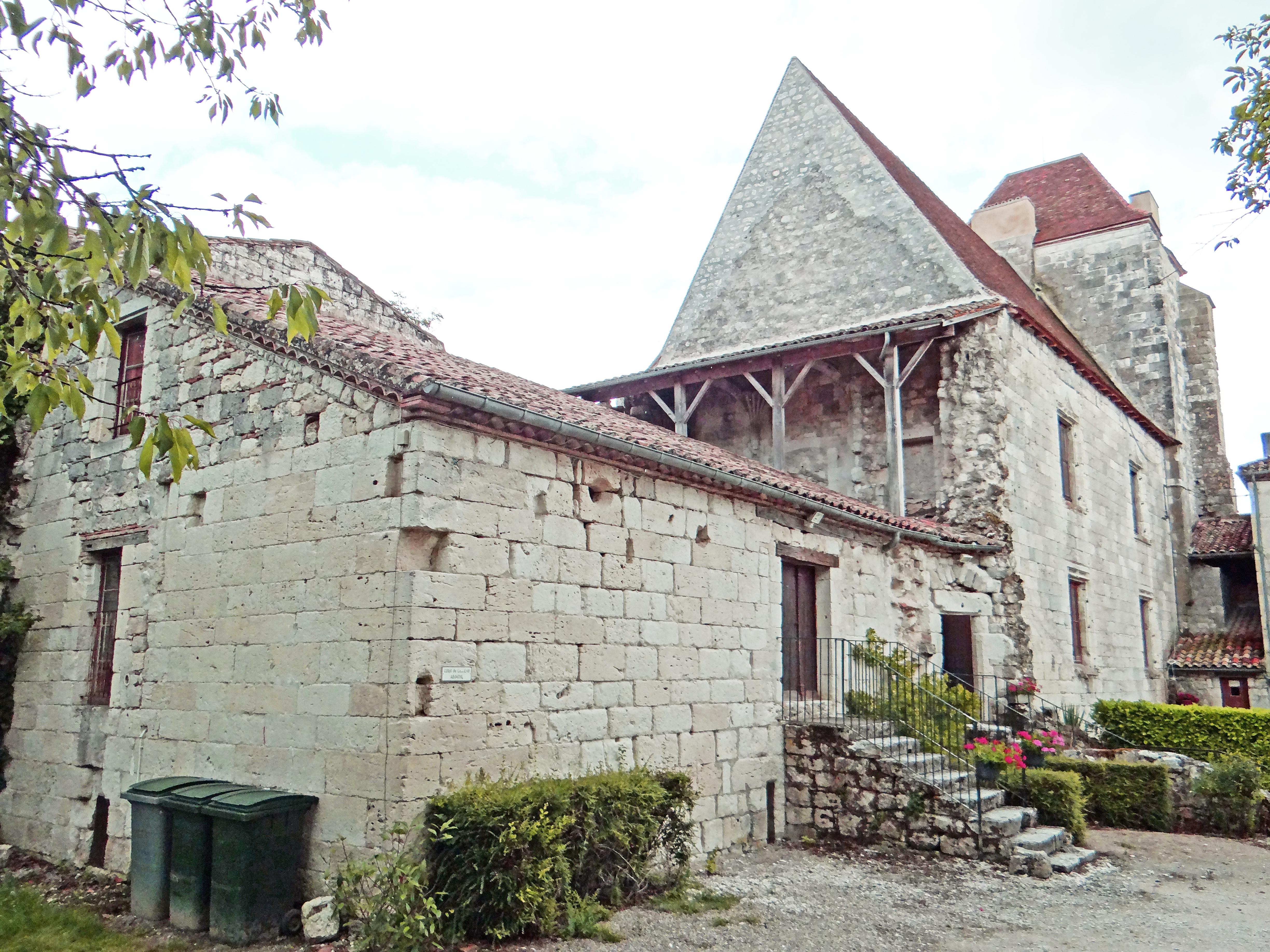
Le château abbatial côté ouest. La partie nord est partiellement détruite.
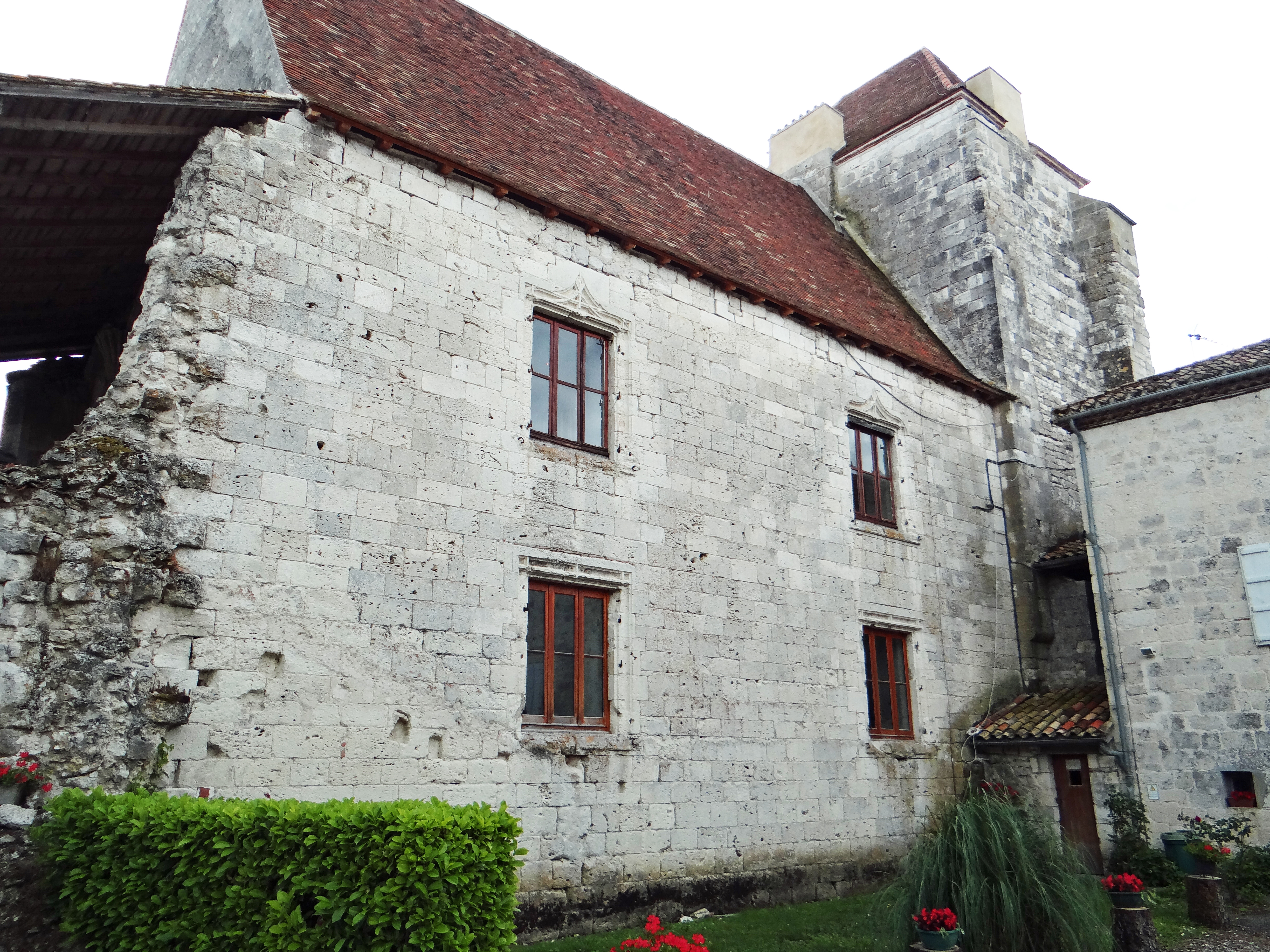
Château abbatial, ancienne mairie.
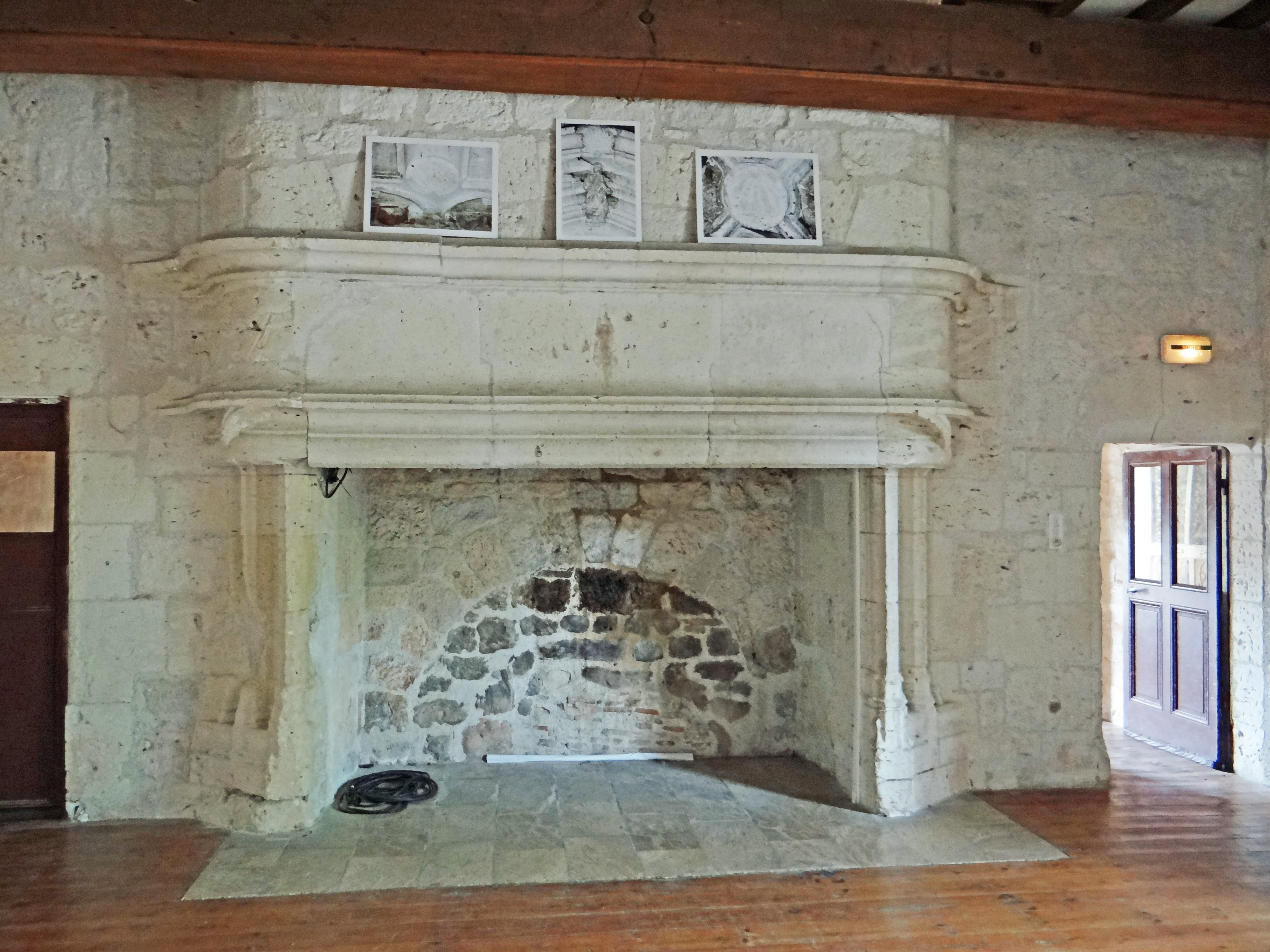
Une cheminée du château abbatial.

Les premiers abbés commendataires de la famille de Lustrac suivent la mort de l'abbé Hugues de Tilhet. Le premier est Herman de Lustrac (1474-1479), protonotaire apostolique. Il se dément en faveur de son neveu, Bertrand de Lustrac (1481-1511), qui a alors 16 ans et étudie le droit canon à Toulouse. Il prend possession de l'abbaye de Saint-Maurin, le 23 janvier 1481. Il est évêque de Lectoure en 1509, et meurt le 27 avril 1511. Il a fait construire le château abbatial vers 1500. Son neveu, Jean de Lustrac (1513-1550) lui succède. Il est évêque de Périgueux en 1548. Dom du Laura indique qu'à la suite d'une condamnation du parlement de Bordeaux, cet abbé fait reconstruire le cloître, sa salle capitulaire, le dortoir des religieux dans le bâtiment nord, ainsi que d'autres bâtiments, en particulier il avait prolongé vers l'est le bâtiment nord existant terminé par une grande tour carrée, à la limite du clos des jardins de l'abbaye. Un petit bâtiment servant de sacristie est construit, vers 1510 ou 1520,à l'est de l'absidiole du croisillon sud de l'abbatiale, contre les travées droites du chœur. Les travaux sont achevés en 1544 ou 1545. Cependant l'unité du voûtement du cloître avec le mur du château abbatial montre que les travaux du cloître ont commencé en même temps que ceux du château. Dom du Laura indique que l'abbé Bertrand de Lustrac avait l'intention de remplacer les moines par un chapitre de chanoines séculiers. Les ressemblances de style avec les travaux contemporains à la cathédrale de Lectoure, Christian Corvisier se demande si les travaux dans l'abbaye n'ont pas été faits par le même maître d'œuvre, Mathieu Reguaneau. Geoffroi de Pompadour (1550-1552) lui succède, mais il démissionne au profit de son neveu. Il est aussi évêque de Périgueux.

### Destructions par les protestants et restauration
Dom du Laura indique que l'abbaye fut « souvent pillée par les protestants depuis l'an 1565 jusqu'à 1580 ». L'abbaye est brûlée par les calvinistes le 16 décembre 1561 et le feu « fut si grand qu'il monta jusqu'à la charpente et la consomma ». Les reliques de saint Maurin et de saint Remege avaient été cachées. En vertu d'un arrêt du parlement de Bordeaux, l'abbé Jacques de Pompadour (1553-1591) fait refaire la couverture de l'abbatiale vers 1565 et terminé en mars 1566. C'est une voûte lambrissée ou plâtrée sous le toit. Cet état devait déjà être celui de l'abbatiale avant l'incendie. Les coupoles avaient dû disparaître à la suite des destructions des Anglais en 1355 ou 1356.
L'abbatiale est de nouveau pillée par les huguenots en 1580 qui l'occupent pendant trois mois et en sont chassés par Jean de Carbonnières, sieur du Plessy, le 15 août. Les moines obtiennent son remplacement parce qu'il ne faisait que piller. Le maréchal de Biron le remplace par seigneur de Brassac qui l'a remis aux religieux le 1er août 1591. Il ne reste plus qu'un religieux dans l'abbaye. Il semble que les déprédations faites par les protestants n'ont touché que l'église. Pendant l'occupation militaire, des retranchements ont été aménagés autour du château abbatial.
L'abbaye est de nouveau restaurée par l'abbé Pierre de Villamon (1604-1633). Il fait remettre en état l'église, après 1612, et repaver le chœur en 1623. Vers 1615, il entreprit de restaurer l'abbaye. Il fait construire le second étage du bâtiment nord du cloître qui est en communication avec le second étage du château abbatial qui était celui des appartements de l'abbé. Il semble donc que ce rehaussement du bâtiment nord a été fait pour servir de dépendance à l'appartement de l'abbé.

### Congrégation de Saint-Maur
C'est l'abbé commendataire Mathurin Mangot (1634-1658) qui a introduit les pères de la congrégation de Saint-Maur, en 1651, pour réformer l'abbaye. Les mauristes de Saint-Germain-des-Prés envoyèrent dom Robert Plouvierpour étudier la réorganisation de la distribution de l'abbaye. Les plans sont terminés en 1657. En juillet 1658, les anciens religieux, à la suite de la mort de l'abbé Mangot, abandonnent l'abbaye aux mauristes. Dom Plouvier établit alors de nouveaux plans de réaménagement qui n'ont pas été exécutés. Au temps de l'abbé Édouard Vallot, évêque de Nevers, les aménagements ont porté sur les jardins, le mobilier de l'abbatiale et la haute flèche du clocher qui a été surhaussé. C'est entre 1672 environ et 1692 que dom J-Estienne du Laura a collationné les documents permettant d'établir l'histoire de l'abbaye pour renseigner le Monasticon Benedictum. Une vue cavalière de l'abbaye y a été placée en 1688, mais ne correspond pas à l'abbaye existante mais à un état après restauration qui n'a jamais été réalisé.
Aucun document ne permet de connaître l'état de l'abbaye au XVIIIe siècle. Le dernier abbé commendataire est Joseph de Galard de Saldebru. Il n'y a plus que cinq religieux.

### Bien national et destructions

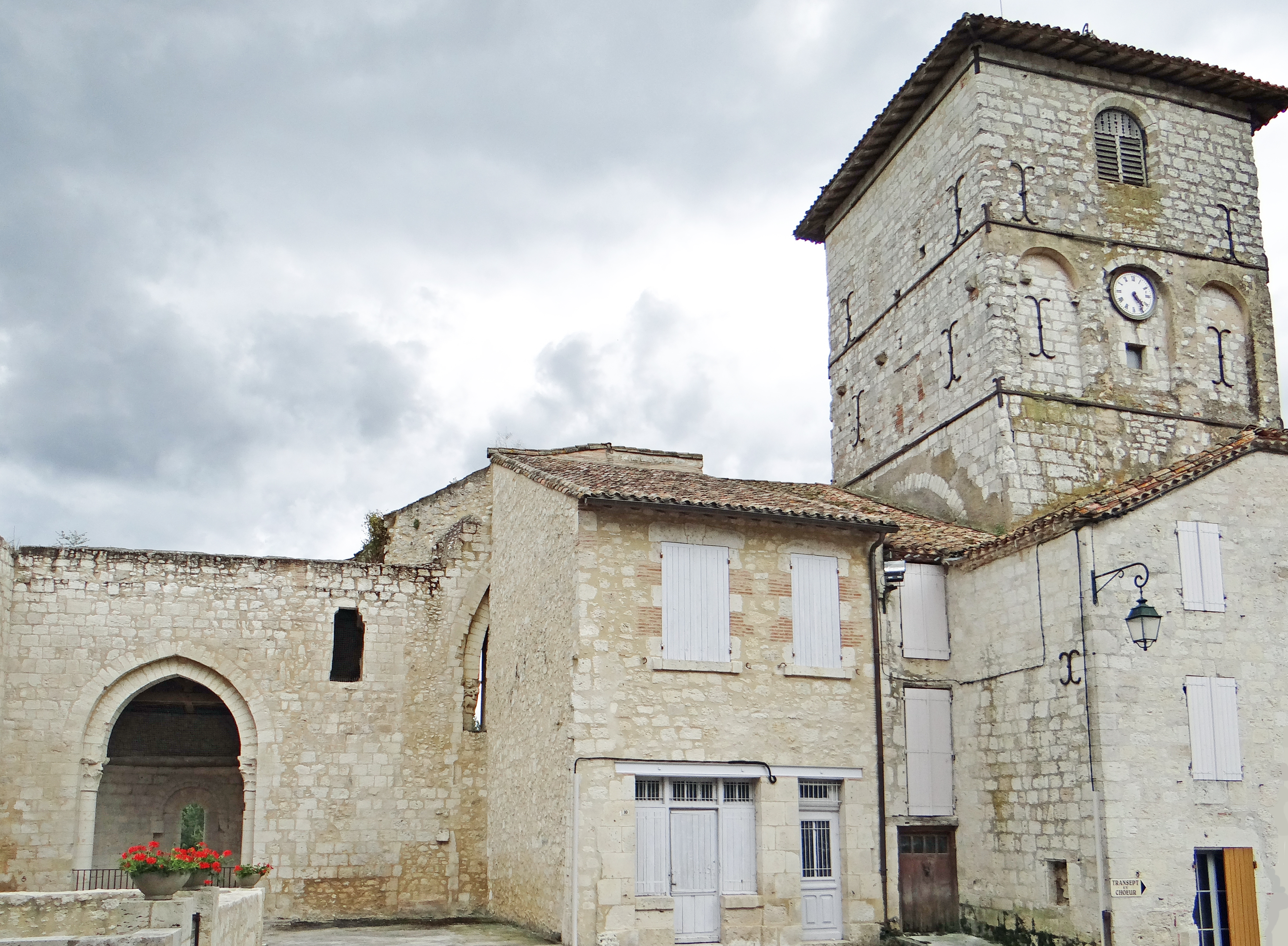
Reste de l'abbatiale, l'absidiole nord, l'ancienne école élémentaire à l'emplacement de la croisée du transept et une maison devant le croisillon sud et le clocher.

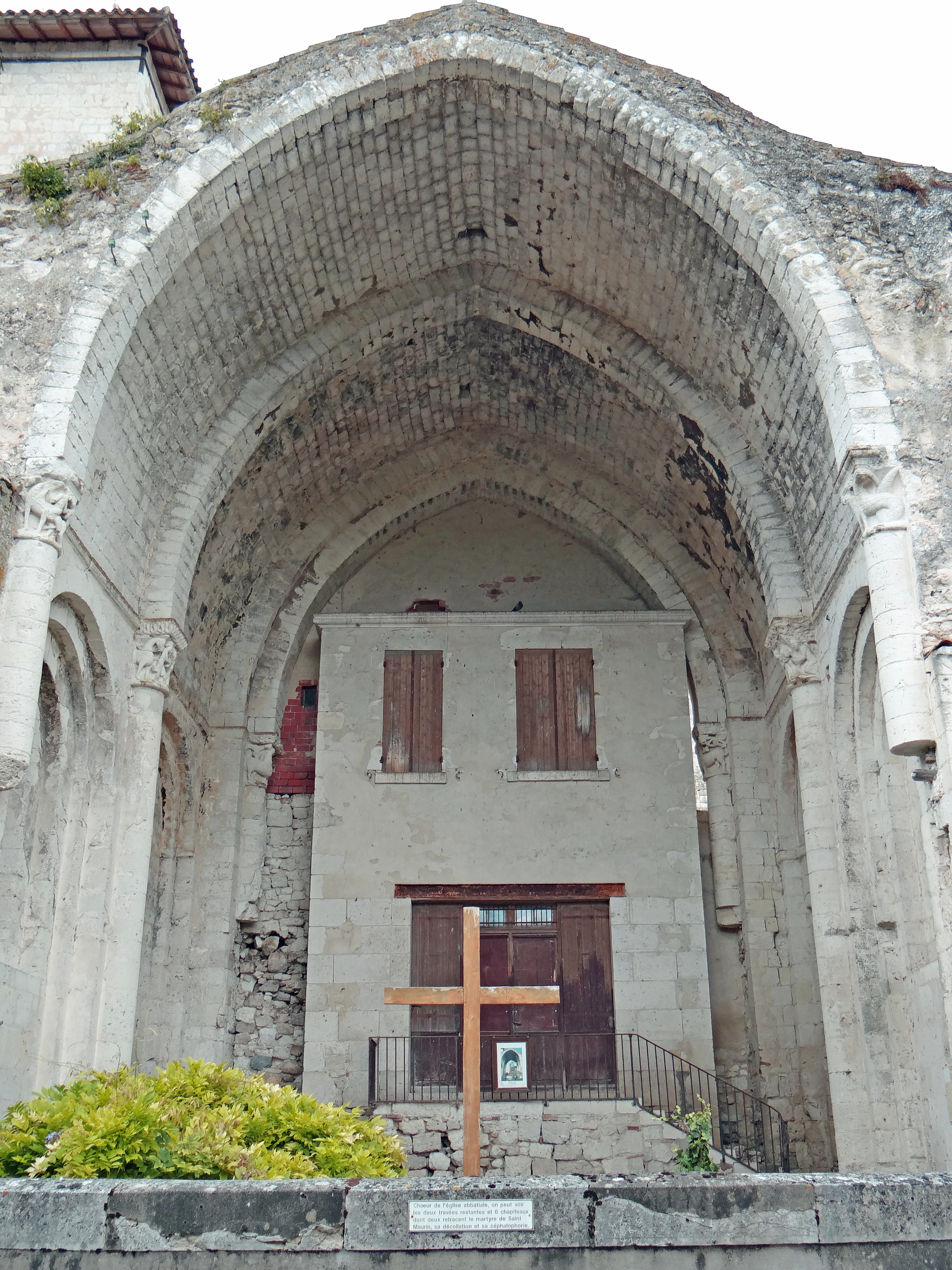
Les deux travées droites du chœur avec l'ancienne école élémentaire.

Le 6 février 1790, le banc seigneurial de l'abbé dans l'église paroissiale est brûlé. Le 13 novembre, l'abbé est sommé de livrer les archives de l'abbaye aux officiers municipaux. Il n'existe aucun document antérieur à 1521. L'abbaye est déclarée bien national.
Une première enchère est faite au district de Valence les 2 et 4 janvier 1791 portant sur une partie des bâtiments qui sont adjugés à Louis Dorniac. La dernière enchère a lieu le 27 août 1792 mais qui est interrompue car le conseil municipal a décidé d'acquérir une partie du château abbatial contigüe à la place pour y installer la maison commune et les prisons. Cette partie est achetée 1 000 livres par la municipalité. Le reste est vendu 8 400 livres au sieur Dorniac.
Le 23 août 1793, Louis Dorniac vend 14 000 livres la partie du château abbatial qu'il avait achetée. Plus tard, il a vendu par lots le reste de ce qu'il possédait. Dans ces ventes, le citoyen Dorniac s'est engagé à fournir la pierre nécessaire aux réparations des bâtiments qu'il vendait en la tirant de l'abbatiale.
La démolition de l'abbatiale que la municipalité avait renoncé à utiliser comme paroissiale est décidée vers 1800. Elle est confiée à Dorniac. Elle est en cours en 1806. Le plan cadastral établi vers 1820 montre que son état est sensiblement celui d'aujourd'hui. La chapelle du croisillon sud est conservée car la municipalité voulait pouvoir se servir du clocher. L'abside de l'église a été détruite et remplacée par une maison. Hormis la galerie nord, les galeries du cloître ont été détruites en même temps que la nef de l'église. Dans les années 1830-1840, la partie nord du château abbatial est partiellement détruite.

### Classement au titre des monuments historiques et mise en valeur

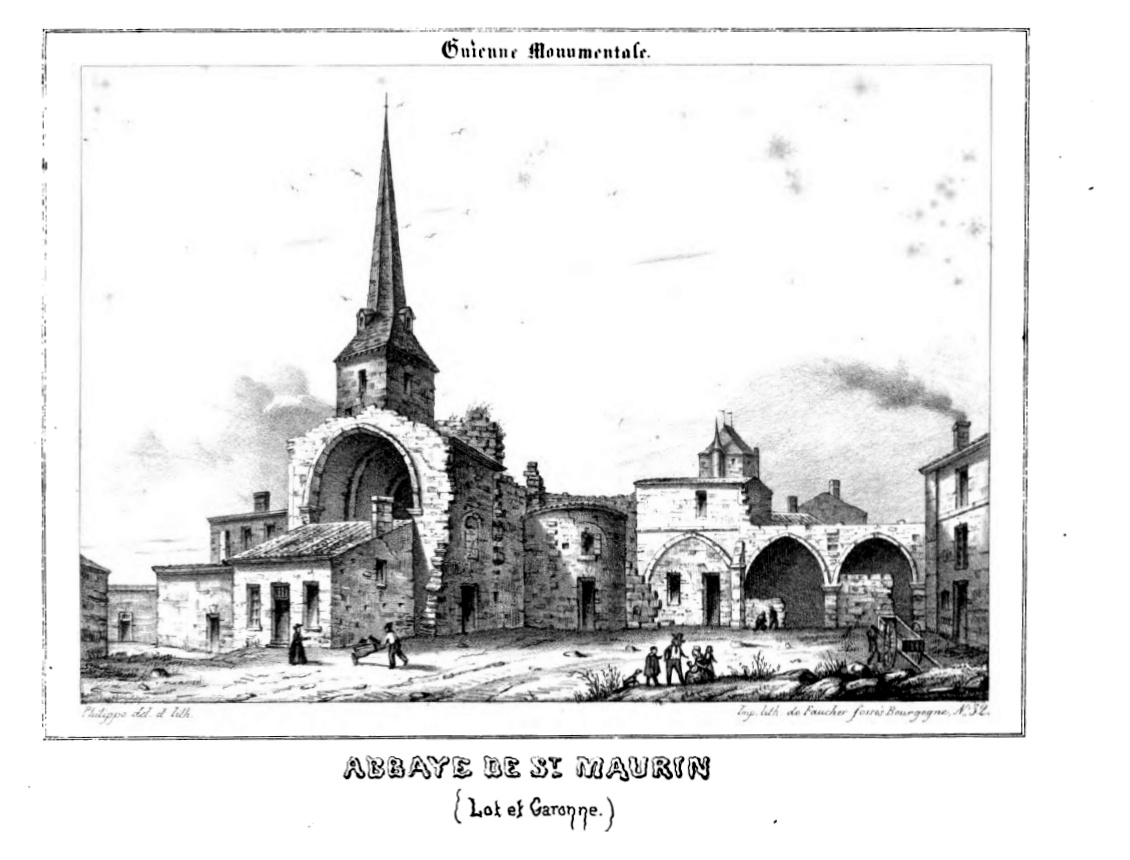
L'abbaye en 1842.

En 1883, Georges Tholin signale l'abbaye de Saint-Maurin, mais elle n'est pas jugée digne d'être protégée.
Finalement, l'abbaye Saint-Maurin a été classée au titre des monuments historiques en 1908 à la demande de la municipalité.
Un projet de restauration est présenté par l'architecte en chef Henri Rapine en 1909 pour la consolidation des travées droites du chœur attenants à une école enfantine pour les utiliser comme préau couvert. En 1923, l'architecte en chef Marcel Poutraud fait des devis pour restaurer le clocher et sa flèche. Mais jugé trop onéreux, la municipalité choisit de démolir la flèche et la remplacer par une couverture appropriée. Ce projet est réalisé en 1928. D'autres projets de restauration de diverses parties de l'abbaye ont été réalisées en 1953. D'autres se sont effondrées par manque d'entretien comme la première travée attenant à l'absidiole nord.
En 1993 a été créée l’association « les Amis de l’abbaye de Saint-Maurin » pour mettre en valeur le patrimoine de l’abbaye.

## Biens de l'abbaye
Liste des paroisses possédées par l'abbaye d'après les reconnaissances de Guillaume II, évêque d'Agen, en 1254, et Raymond de Cornil, évêque de Cahors, en 1281 :
- Saint-Martin d'Anglars,
- Saint-Pierre del Pech,
- Saint-Amans de Tayrac,
- Saint-Martin de Montjoi,
- Saint-Pierre de Cambot,
- Saint-Julien de la Serre,
- Saint-Pierre du Bugat,
- Saint-Germain de Moissaguel,
- Saint-Caprais de Cauzac,
- Saint-Pierre de Grayssas,
- Saint-Urcisse,
- Saint-Pierre de Lalande,
- Saint-Genès de Golfech,
- Saint-Sixte et Gandaille,
- Saint-Pierre de Sigognac,
- Saint-Jean de Lagarde (n'existe plus),
- Saint-Pierre de Montmagnerie (n'existe plus),
- Saint-Pierre de la Chapelle des Bretons (n'existe plus),
- Saint-Pierre de Cargil ou Saint-Pardoux,
- Saint-Pierre de Caillavet ou Calhavet (en ruines[5]),
- Saint-Julien de Magaval,
- Sainte-Foy de Frespech,
- Notre-Dame de Roquecor,
- Notre-Dame de Perville,
- Notre-Dame de Ferrussac.

Les biens tirés de ces paroisses ont permis d'entretenir l'abbaye et de fournir aux moines une pension alimentaire. Jusqu'au XIVe siècle, les moines menaient une vie commune et mangeaient ensemble dans le réfectoire. Après les destructions de la guerre de Cent Ans, les moines menaient une vie séparée. Aussi l'abbé devait leur fournir une pension. Elle a été fixée par une transaction, le 4 juillet 1474. Une autre est intervenue le 24 mai 1763. Un acte d'octobre 1613 fixe le nombre de pensions à douze. Le prieur avait droit à deux pensions.
En 1790, les revenus de l'abbé étaient de 9 500 livres, la mense conventuelle se montait à 6 000 livres, les revenus des prieurés à 4 500 livres. On peut en déduire que le revenu global de l'abbaye était d'environ 20 000 livres